# Dijaneš
Dijaneš is een plaats in de gemeente Vrbovec in de Kroatische provincie Zagreb. De plaats telt 162 inwoners (2001).